# Дыгай, Николай Александрович
Николай Александрович Дыгай (28 октября (11 ноября) 1908, село Покровское, Область Войска Донского, Российская империя — 6 марта 1963, Москва, РСФСР) — советский государственный и партийный деятель, министр строительства СССР (1953—1957), председатель исполкома Моссовета (1961—1963).

## Биография
Родился в крестьянской семье.
В 1925—1926 гг. — сотрудник Донского окружкома ВЛКСМ.
В 1927—1929 гг. — котельщик на Таганрогском металлургическом заводе.
В 1929 г. окончил Таганрогский вечерний рабфак, а в 1935 г. — Военно-инженерную академию РККА.
В 1935—1936 гг. — инженер на строительстве Нижнетагильского металлургического комбината.
В 1937—1938 гг. — председатель Исполнительного комитета Нижнетагильского городского совета.
В 1938—1939 гг. — начальник треста «Уралтяжстрой».
В 1939—1949 гг. — начальник «Главуралстроя» — член коллегии наркомата строительства СССР.
В 1946—1947 гг. — заместитель наркома (министра),
в 1947—1949 гг. — министр строительства военных и военно-морских предприятий СССР.
В 1950—1953 гг. — министр строительства предприятий машиностроения СССР,
в 1954—1957 гг. — министр строительства СССР.
В 1957—1958 гг. — министр строительства РСФСР.
В 1958 г. — заместитель председателя Совета Министров РСФСР.
В 1958—1959 гг. — первый заместитель председателя Госплана РСФСР.
В 1959—1961 гг. — председатель Комиссии Президиума СМ СССР по вопросам капитальных вложений — министр СССР.
С сентября 1961 г. — председатель Исполнительного комитета Московского городского совета народных депутатов Моссовет.
Член КПСС (ВКП(б)) с 1929 г. Член ЦК КПСС с 1961 г. (кандидат с 1952 г.). Депутат Верховного Совета СССР 2, 4-6 созывов.
Урна с прахом Дыгая захоронена в Кремлёвской стене.

## Награды и звания
Награждён двумя орденами Ленина, двумя орденами Трудового Красного Знамени, орденом Красной Звезды.

## Интересные факты
В 1939 году писатель Сергей Званцев опубликовал в Ростовском книжном издательстве большой очерк «Депутат Таганрога», посвящённый Н. А. Дыгаю.